# 장윤신
연충렬공 장윤신(燕忠烈公 張允伸, 785년 ~ 872년 3월 8일)은 당나라 후기의 군인으로, 자는 봉창(逢昌)이며, 유주 범양현(范陽縣) 사람이다. 조정으로부터 사실상 독립 상태로 있었던 노룡군을 통치하였다.

## 생애

### 출신 배경 및 초기 경력
장윤신은 당 덕종의 치세 중이었던 785년에 노룡군 번진의 본거지인 유주 범양(范陽. 현 허베이성 베이징 시 서남쪽)에서 태어났다. 그의 증조부 장수(張秀)는 관직이 단주자사(檀州刺史. 현 허베이성 미윈 현)에까지 이르렀으며, 조부 장암(張巖)은 납항군사(納降軍使. 현 허베이성 베이징 시 북동쪽에 있던 기지부대(基地部隊)의 사령관)를 역임하였다. 아버지 장조액(張朝掖)은 사후 태위(太尉)에 추증되었다. 이들 3대를 포함한 그의 남계 선조들은 모두 대대로 노룡군 내에서 장수를 역임하였다. 장윤신 역시 그 자신도 노룡군 내에서 장수로 근무하였고, 이후 누차 승진하여 최종적으로는 관직이 압아(押牙. 의장과 시위를 담당하는 무관) 겸 마보도지병마사(馬步都知兵馬使)에까지 이르렀다.
850년 8월, 당시의 노룡군 절도사 주침이 병사하자, 장병들은 장윤신을 주침의 후임으로 추대하였고 조정에 표문을 올려 그를 유후(留後)로 삼아줄 것을 요청하였다. 이 당시는 당 선종(덕종의 증손)의 치세였는데, 그 해 9월에 조정에서는 이를 받아들여 장윤신을 노룡군 유후에 임명하였고, 11월에는 정식으로 절도사에 임명하였다.

### 노룡군 절도사 시대
859년, 선종이 붕어한 직후, 그의 아들 의종이 그 뒤를 이어 황제의 자리에 올랐다. 이때 의종은 장윤신에게 동중서문하평장사(同中書門下平章事)의 재상 직함을 하사하였다. 868년, 그는 연국공(燕國公)에 책봉되었다.
이듬해인 869년, 조정은 서주(현 장쑤성 쉬저우 시)에서 방훈에 의해 주도된 중대한 반란(방훈의 난)에 직면하게 되었다. 이때 장윤신은 그의 동생 장윤고(張允皐)가 노룡군의 주력 부대를 이끌고 정부군 측의 작전을 지원하여 방훈군을 토벌할 수 있도록 해 줄 것을 조정에 요청하였다. 의종이 이같은 군사 지원 요청을 허락하지 않자, 장윤신은 10만 석의 군량미와 2만 석의 소금을 정부군 측에 제공할 뜻을 밝혔다. 이에 의종은 그렇게 할 것을 명하였고, 조서를 내려 그를 칭찬하였다. 나아가, 또 이듬해인 870년에는 장윤신에게 시중(侍中)의 직함을 추가로 하사하였다.
872년 1월, 장윤신은 중풍을 앓아 병석에 눕게 되었다. 그는 조정에 자신의 질병을 치료하는 데 집중할 수 있도록 타인에게 군정을 위임해 줄 것을 청구하였다. 의종은 이를 받아들여 그의 아들 장간회를 유후에 임명하였다. 이후 병이 위독해지자, 사신을 파견하여 표문을 올려 정절(旌節. 의장의 한 가지)을 반납하였다. 그 직후인 1월 25일, 장윤신은 88세의 나이로 사망하였다.

## 인물
장윤신은 절도사로서 22년에 걸친 치세 동안 근면하고 검소하고 공경하며 삼가하였고, 번진은 변경 지대에 근심과 경비가 없을 정도로 평화로웠으며, 해마다 풍년이 들어서 곡식이 익을 정도로 아무것도 부족함이 없었다고 전해진다. 이에 위아래 사람들이 이를 편안하게 여기고 그에게 의지하였으며, 사병들과 백성들은 무기 대신 낫을 들고 전쟁 대신 농사에 임하였다. 이후 5대 10국 시대를 거쳐, 북송 때에 이르면서도 그를 아름답다고 말하는 사람들이 많았다.

## 자녀
장윤신에게는 14명의 아들들이 있었는데, 이들 대다수 역시 후에 당나라 조정에 출사하여 친위군 대장(주로 대장군・장군 등)・자사(刺史) 등의 여러 무관직(武官職)을 역임하였다. 그 중 장간회와 유주좌사마(幽州左司馬) 장간진(張簡眞), 좌령군위대장군(左領軍衛大將軍) 장간수(張簡壽)의 이름만이 사서(史書)에 전해지는데, 장간진은 장윤신의 생전에 아버지보다 먼저 사망하였다. (정확한 사망 연도는 불명)

## 참고 자료
- 《구당서》, 권 180 - 열전(列傳) 제130
- 《신당서》, 권 212 - 열전 제212 번진노룡(藩鎭盧龍)
- 《자치통감》, 권 249・252

| 전임 주침 | 노룡군 절도사 850년 ~ 872년 | 후임 장공소 |